# Andersonville, Chicago

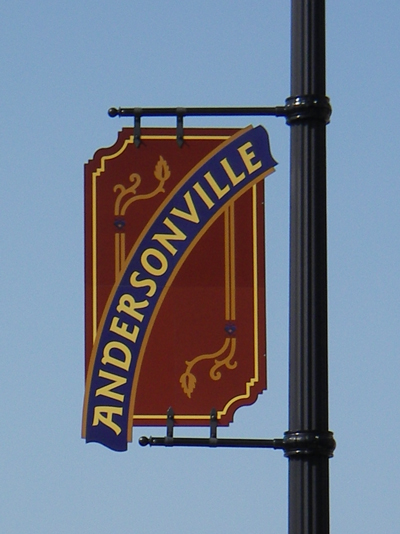
Stadsdelen Andersonville.

Andersonville är en del av stadsdelen Edgwater i norra Chicago. Området är känt som ett centrum för den svenskättande befolkningen i Chicago och som ett tidigare centrum för invandrade Chicagosvenskar.
Andersonville  började bebyggas under mitten av 1800-talet. Andersonville fick sitt namn officiellt 1964 i samband med en ceremoni där borgmästaren Richard J. Daley deltog. En stor andel av befolkningen under 1800- och 1900-talet var invandrade svenskar som flyttade ut från Chicago när byggandet av trähus förbjöds efter Stora Chicagobranden 1871. Svenskarna var vana vid trähus och hade inte heller råd att bygga hus i sten inne i Chicago. Antalet svenskar i området växte och huvudgatan Clark Street hade i början av 1900-talet en rad svenska butiker och verksamheter. Bland annat en sybutik, järnhandel och en bank, Swedish American State Bank, etablerades. I Chicago fanns många svenska föreningar och kyrkoförsamlingar. 
Efter andra världskriget ändrades förutsättningarna med utflyttning till andra förorter och minskat engagemang i föreningslivet. Många butiker försvann i början av 1970-talet men det finns fortfarande verksamheter med svensk anknytning: Swedish Bakery, Simon's tavern, Erickson’s Delicatessen och Svea Restaurant. 1976 invigdes Swedish American Museum. Kung Carl XVI Gustaf har besökt Andersonville 1976 och 1988. I anslutning till Andersonville finns även Swedish Covenant Hospital.